# فرمینگتون، دوون
فرمینگتون (به انگلیسی: Fremington) یک روستا و محله مدنی در بریتانیا است که در North Devon واقع شده‌است. فرمینگتون ۴٬۳۱۰ نفر جمعیت دارد.